# Малая Талажанка
Малая Талажанка — река в России, протекает по Нагорскому району Кировской области. Устье реки находится в 3,5 км по левому берегу реки Талажанки. Длина реки составляет 12 км.
Исток реки в лесах в 12 км к юго-востоку от посёлка Орлецы (Кобринское сельское поселение). Река течёт на север по ненаселённому частично заболоченному лесному массиву. Впадает в Талажанку в 10 км к юго-востоку от посёлка Красная Речка (Кобринское сельское поселение).

## Данные водного реестра
По данным государственного водного реестра России относится к Камскому бассейновому округу, водохозяйственный участок реки — Вятка от истока до города Киров, без реки Чепца, речной подбассейн реки — Вятка. Речной бассейн реки — Кама.
Код объекта в государственном водном реестре — 10010300212111100030948.